# Gwilym Hugh Lewis
Gwilym Hugh Lewis (ur. 10 grudnia 1897 w Birmingham, zm. 5 sierpnia 1996 w Londynie) – brytyjski as myśliwski okresu I wojny światowej. Autor 12 zwycięstw powietrznych. Najdłużej żyjący as RFC.
Urodzony w Moseley, Birmingham ukończył  Marlborough College i na ochotnika zgłosił się do armii w 1915 roku. Po trzech tygodniach poprosił o przeniesienie do Royal Flying Corps. Z powodu braku wolnych miejsc w szkołach lotniczych ukończył prywatnie cywilny kurs pilotażu w Hendon i w listopadzie po uzyskaniu licencji został przyjęty do lotnictwa. Po odbyciu wstępnego kursu otrzymał skierowanie do Central Flying School, gdzie w kwietniu 1916 roku uzyskał licencję pilota wojskowego. 29 maja 1916 roku został przydzielony do No. 32 Squadron RAF i po 4,5 godzinach treningów na samolocie DH2 został skierowany do akcji, jako najmłodszy pilot eskadry. Pierwsze zwycięstwo powietrzne odniósł 15 lipca 1916 roku  nad Fokkerem E. We wrześniu 1917 roku został mianowany dowódcą klucza w No. 40 Squadron RAF, w jednostce czynnie służył do lipca 1918 roku, odniósł swoje 12 zwycięstwo powietrzne oraz został odznaczony Distinguished Flying Cross.
Gwilym Hugh Lewis jako jeden z nielicznych pilotów skorzystał z możliwości odejścia ze służby liniowej. Ostatnie miesiące wojny i roku 1918 spędził jako instruktor w Central Flying School w Upavon. Z wojska odszedł w 1919 roku i nigdy więcej już nie pilotował samolotu.
Po demobilizacji rozpoczął pracę w towarzystwie ubezpieczeniowym Lloyd's. Po kilku latach pracy od najniższych stanowisk urzędniczych Lewis w 1923 roku wyjechał do USA gdzie założył American Non-Marine Department, który w ciągu kilkunastu następnych lat do 1939 roku stał się największym wydziałem towarzystwa.
W czasie II wojny światowej Gwilym Hugh Lewis został ponownie powołany do służby czynnej i skierowany do personelu Cabinet War Room w stopniu dowódcy skrzydła  (Wing Commander).
W 1925 roku ożenił się z Christian Robertson, z którą pozostawał w związku małżeńskim przez 68 lat, do jej śmierci w 1993 roku.